# Забат
Забат или калкан је троугласти део двоводног крова који прекрива предњу и задњу страну. Под тим појмом се подразумева и цела зидна површина изнад које је овај део. У терминологији мајстора још се за ово употребљавају изрази „кибла“ и „калкан“. Другачије се још овај елеменат зове тимпанон. У грчкој архитектури код дорских грађевина најчешће постоји рељеф а код јонских је обавезан. У средњовековној архитектури то је део портала између надвратника и лука који се још зове и лунета, која настаје да се помоћу лука растерети равни носач пребачен преко одређеног отвора; у том смислу она је идентична са тимпаноном. Лунете су у средњовековној архитектури и посебно у романици биле основне површине на којима су се развијали фигуративни прикази. У ренесанси се овај облик (тимпанона) употребљава такође изнад портала, а његова логична функција да одводи воду је у бароку нарушена смештањем скулптуре у врх тимпанона — у смислу богатог украшавања портала у барокном стилу и нарушавања логике која је постојала у грчкој уметности.